# Década de 770
Séculos: (Século VII - Século VIII - Século IX)
Décadas: 720 730 740 750 760 - 770 - 780 790 800 810 820
Anos: 770 - 771 - 772 - 773 - 774 - 775 - 776 - 777 - 778 - 779

## Nascimentos
- Eginhardo (ca. 770-814), escritor carolíngio, biógrafo de Carlos Magno